# Philopterus coarctatus
Philopterus coarctatus är en insektsart som först beskrevs av Giovanni Antonio Scopoli 1763.  Philopterus coarctatus ingår i släktet fjäderlingar, och familjen fjäderlöss. Arten är reproducerande i Sverige.